# Univerza v Københavnu
Univerza v Københavnu (dansko Københavns Universitet) je javna univerza v danski prestolnici København. Pod univerzo spadajo štirje kampusi v različnih delih mesta in okolici, njen sedež pa je v starem mestnem jedru. S približno 40.000 študenti je največja visokošolska ustanova v državi, mednarodno prepoznavna predvsem kot raziskovalno središče na področjih biotehnologije, trajnostnega razvoja in farmacije.
Je druga najstarejša univerza v nordijski regiji za Univerzo v Uppsali, ustanovljena je bila leta 1479, le dve leti po njej. Kot katoliški Studium generale jo je ustanovil kralj Kristjan I. Danski s papeževim blagoslovom, že od začetka je bil njen namen krepitev danske narodne identitete in vzdrževanje kraljeve moči. Tu so se šolali predvsem pripadniki meščanstva za potrebe Cerkve, medtem ko je vladajoča elita še vedno študirala v tujini. Univerza je bila začasno ukinjena v prvi polovici 16. stoletja, ko je izbruhnila državljanska vojna med katoliki in luteranci, po reformaciji pa je prevzela vlogo izobraževanja luteranske duhovščine. Leta 1728 jo je skupaj s preostankom mesta močno prizadel katastrofalen požar, v katerem je med drugim v celoti pogorela knjižnica z neprecenljivo zbirko dokumentov, med napoleonskimi vojnami v začetku 19. stoletja pa še obstreljevanje britanskega ladjevja z zažigalnimi bombami. V 19. stoletju je bila, podobno kot ostale skandinavske univerze, reorganizirana po pruskem modelu, v tem času je bila pod močnim nemškim vplivom, konec stoletja je po zgledu drugih evropskih univerz oddelila naravoslovne vede od tradicionalne Filozofske fakultete, ki je ostala v domeni družboslovja. Med pomembnejšimi dogodki v novejši zgodovini sta obsežna širitev med 1960 in 1980, ko se je število študentov povečalo za štirikrat, in sprememba zakonodaje leta 2003, ki je močno okrnila avtonomijo univerz, saj je odvzela profesorskemu zboru moč imenovanja rektorja in dekanov.
Na različnih mednarodnih lestvicah se po akademskih dosežkih običajno uvršča med stoterico najboljših univerz na svetu in eno najboljših v Evropi, po t. i. »šanghajski lestvici« je denimo 30. na svetu in 6. v Evropi, po QS World University Rankings pa 68. na svetu (oba podatka za leto 2016). Z Univerzo v Københavnu je povezanih tudi osem Nobelovih nagrajencev, ki so tu doštudirali ali delovali kot predavatelji, med njimi najbolj znan fizik Niels Bohr.

## Fakultete
Univerzo sestavlja šest fakultet:
- Medicinska in zdravstvena fakulteta
- Fakulteta za humanistiko
- Pravna fakulteta
- Naravoslovna fakulteta
- Družboslovna fakulteta
- Teološka fakulteta